# Спортска хала Језеро
Спортска хала Језеро је вишенаменска спортска дворана у Крагујевцу, граду у централном делу Србије. Капацитет дворане је 3.570 места. Користе је КК СПД Раднички, ОК Раднички, РК Раднички, КМФ Економац, Рвачки клуб Раднички Крагујевац, као и други спортски клубови из Крагујевца. Трибине хале су комплетно реновиране 2008. године.
Први спортски догађај у овој дворани одржан је 20. октобра 1978, када је одиграна кошаркашка утакмица између домаћег Радничког и Југопластике из Сплита. Дворана је 2007. и 2013. године била домаћин финалног турнира Купа Радивоја Кораћа, националног кошаркашког купа Србије.
Предузеће СББ је у августу 2019. постало насловни спонзор дворане.

## Концерти
- 22. новембар 2010 — Сергеј Ћетковић (гошћа: Јелена Томашевић)[4][5]
- 14. фебруар 2012 — Парни ваљак[6][7]
- 25. мај 2013 — Северина[8]
- 9. октобар 2015 — Шумадија фест: Парни ваљак, Дејан Петровић биг бенд, ЗАА, Погрешна одлука
- 10. октобар 2015 — Шумадија фест: Рибља чорба, Bad Copy, Who See[9][10][11]
- 11. март 2016 — Тони Цетински[12][13]
- 8. април 2016 — Амадеус бенд[14][15]
- 25. јануар 2020 — Ђорђе Балашевић[16][17]
- 8. март 2023 — Ацо Пејовић[18]
- 20. мај 2023 — Ацо Пејовић[19]
- 16. јун 2023 — Пеђа Јовановић[20][21]
- 22. септембар 2023 — Девито[22][23]
- 28. октобар 2023 — Цеца Ражнатовић[24][25]
- 6. новембар 2023 — Жељко Самарџић[24][26]
- 15. децембар 2023 — Саша Матић[27][28]
- 26. јануар 2024 — Теа Таировић[29][30]
- 14. фебруар 2024 — Драгана Мирковић (гошћа: Мира Шкорић)[31][32]
- 8. март 2024 — Ацо Пејовић[33]
- 20. март 2024 — Александра Пријовић[34][35]
- 25. мај 2024 — Марија Шерифовић[36]
- 14. новембар 2024 — [37][38]
- 7. март 2025 — Пеђа Јовановић[39]
- 22. март 2025 — Баја Мали Книнџа[40][41]
- 29. мај 2025 — Кафанска ноћ: Андреана Чекић, Бојана Барјактаревић, Само Боб, Никола Ајдиновић, Ненад Манојловић и Оркестар Марка Ђукића[42]

## Галерија
- Спољашњост хале
- Парола у хали
- Почетак кошаркашког меча између Радничког и Будућности